# Molekulska masa
Molekulska masa (okrajšano M), zastarelo molekulska teža, je fizikalna količina, ki pove, kolikšna je masa ene molekule in je enaka seštevku atomskih mas vseh atomov v določeni molekuli. Pri soleh (sestavljene so iz ionov) in velemolekulah govorimo o formulski masi.

## Primer izračuna

### Relativna molekulska masa
voda
molekulska formula: {\displaystyle \mathrm {H} _{2}\mathrm {O} }
{\displaystyle \mathrm {M} _{R}=(2\cdot 1)+16=18}
ogljikov dioksid
molekulska formula: {\displaystyle \mathrm {CO} _{2}}
{\displaystyle \mathrm {M} _{R}=12+(2\cdot 16)=44}

### Absolutna molekulska masa
Absolutna molekulska masa mM se lahko izračuna kot količnik  med molsko maso M in številom delcev v enem molu snovi (t. i. Avogadrova konstanta NA):
{\displaystyle m_{M}={M \over N_{A}}}
Absolutna molekulska masa vode:
- {\displaystyle M=18{,}015\,\mathrm {g\,mol} ^{-1}}
- {\displaystyle N_{A}=6{,}022\cdot 10^{23}\,\mathrm {mol} ^{-1}}
- {\displaystyle \Rightarrow m_{M}={\frac {18{,}015\,\mathrm {g\,mol} ^{-1}}{6{,}022\cdot 10^{23}\,\mathrm {mol} ^{-1}}}=2{,}9916\cdot 10^{-23}\,\mathrm {g} }